# Sydney Bartlett
Sydney Anthony Bartlett (Kingston; 28 de octubre de 1938-Nueva York; 19 de diciembre de 2009) fue un futbolista jamaiquino que jugó como delantero.

## Trayectoria
Pasó la temporada de 1967 con los Generales de Nueva York de la National Professional Soccer League, haciendo tres apariciones, para luego quedarse a vivir en Estados Unidos. Antes, estuvo desde 1956 con el Y.M.C.A. de su país.

## Selección nacional
Pasó un tiempo con la selección nacional de Jamaica, apareciendo en dos partidos de clasificación para la Copa Mundial de la FIFA.